# Вормерланд
Вормерланд (нидерл. Wormerland) — община в нидерландской провинции Северная Голландия. Расположен в центральной части общины, к северу от Амстердама. Площадь общины — 45,14 км², из них суша составляет 38,8 км². Население по данным на 2011 год — 15 789 человек; средняя плотность населения — 349,8 чел/км².
Населённые пункты общины включают: Йисп, Нек, Осткноллендам, Спейкербор, Вейдевормер и Вормер.